# کالیبک
کالیبک یا قالیبک (به قزاقی: Kalibek)) یک دریاچه در قزاقستان است که در دشت ایشیم واقع شده‌است.